# Psilorhynchus tenura
Psilorhynchus tenura är en fiskart som beskrevs av Arunachalam och Muralidharan 2008. Psilorhynchus tenura ingår i släktet Psilorhynchus och familjen Psilorhynchidae. IUCN kategoriserar arten globalt som akut hotad. Inga underarter finns listade i Catalogue of Life.